# Salix melanopsis
Salix melanopsis är en videväxtart som beskrevs av Thomas Nuttall. Salix melanopsis ingår i släktet viden, och familjen videväxter. Inga underarter finns listade i Catalogue of Life.